# 原田福三郎
原田 福三郎（はらだ ふくさぶろう、生没年不明）は、日本の元サッカー選手。元サッカー日本代表。現役時代のポジションはゴールキーパー。

## 来歴
当時多くのサッカー日本代表選手が所属していた大阪サッカー倶楽部でプレー。サッカー日本代表としては、1923年5月、自国・大阪で開催された第6回極東選手権競技大会のメンバーに選出された。この大会で23日の初戦、フィリピン代表との試合にフル出場した。この試合は日本代表にとって初めての国際Aマッチだったが、1-2で逆転負けとなった。翌24日の中華民国代表との試合にもフル出場したが、1-5で敗れた。1925年の第7回極東選手権競技大会でも代表に選出されたが、渡邊彌之助の控えGKとなり、試合出場は無かった。

## 代表歴
- 1923年5月23日 - A代表初出場 - フィリピン戦

### 出場大会など
- 第6回極東選手権競技大会（3位）

### 試合数
- 国際Aマッチ 2試合（1923）

| 日本代表 | 国際Aマッチ | 国際Aマッチ |
| 年       | 出場        | 得点        |
| -------- | ----------- | ----------- |
| 1923     | 2           | 0           |
| 通算     | 2           | 0           |

### 出場
| No. | 開催日         | 開催都市 | スタジアム     | 対戦相手   | 結果 | 監督         | 大会       |
| --- | -------------- | -------- | -------------- | ---------- | ---- | ------------ | ---------- |
| 1.  | 1923年05月23日 | 大阪府   | 大阪市立運動場 | フィリピン | ●1-2 | 西田満寿次郎 | 極東選手権 |
| 2.  | 1923年05月24日 | 大阪府   | 大阪市立運動場 | 中華民国   | ●1-5 | 西田満寿次郎 | 極東選手権 |